# The Day Before You Came
 (juin 2025).
Si vous disposez d'ouvrages ou d'articles de référence ou si vous connaissez des sites web de qualité traitant du thème abordé ici, merci de compléter l'article en donnant les références utiles à sa vérifiabilité et en les liant à la section « Notes et références ».
Singles de ABBA
The Visitors
(1982) Under Attack
(1982)
The Day Before You Came est une chanson du groupe ABBA parue en simple en octobre 1982, puis sur la compilation The Singles: The First Ten Years le mois suivant. Bien que le groupe ait publié par la suite deux autres simples (Under Attack et Thank You for the Music), The Day Before You Came est le dernier titre enregistré par le groupe avant leur retour en studio en 2018.
Le simple rencontre un succès en Suède où il atteint la troisième position des palmarès, atteignant pour la première fois le top 5 depuis The Winner Takes It All en 1980, mais également en Allemagne, en Belgique, aux Pays-Bas et en Norvège, où ils se sont également classés dans les cinq meilleures places des hit-parades. Toutefois, le groupe connaît un léger déclin en France par rapport à leurs précédents simples, se classant à la trente-neuvième place des palmarès, ainsi qu'au Royaume-Uni avec une trente-deuxième place au classement.

## Reprises
En 1983, le groupe Blancmange enregistre une reprise de la chanson, qui sera publiée en single l'année suivante et se classera à la vingt-deuxième place du UK Singles Chart, dix places de mieux que la version d'ABBA deux années auparavant. La chanson sera aussi reprise par Tanita Tikaram.
Steven Wilson a également aussi ce titre que l'on retrouve en 2014 dans sa compilation Cover Version.
Meryl Streep a repris ce titre dans la comédie musicale Mamma Mia! Here We Go Again.

## Classements
| Classement (1982)                      | Meilleure position |
| -------------------------------------- | ------------------ |
| Australie (ARIA Charts)                | 48                 |
| Autriche (Ö3 Austria Top 40)           | 16                 |
| Belgique (Flandre Ultratop 50 Singles) | 3                  |
| Royaume-Uni (UK Singles Chart)         | 32                 |
| Canada (RPM Adult Contemporary)        | 5                  |
| Pays-Bas (Nederlandse Top 40)          | 3                  |
| Pays-Bas (Single Top 100)              | 3                  |
| Finlande (Finnish Singles Chart)       | 2                  |
| France (IFOP)                          | 39                 |
| Allemagne (Media Control AG)           | 5                  |
| Irlande (Irish Singles Chart)          | 12                 |
| Norvège (VG-lista)                     | 5                  |
| Suède (Sverigetopplistan)              | 3                  |
| Suisse (Schweizer Hitparade)           | 4                  |